# Venture II
Die Venture II war ein Stückgutfrachter, der 1956 als Mypuck in Dienst gestellt wurde. In seiner fast fünfzigjährigen Dienstzeit war das Schiff unter verschiedenen Eignern und Namen in Fahrt. Bekanntheit erlangte es vor allem durch die Neuverfilmung von King Kong aus dem Jahr 2005, in der es als Venture zu sehen war. Nach Beendigung der Dreharbeiten lag das Schiff einige Jahre lang unbenutzt in Wellington, ehe es 2010 als künstliches Riff vor der Küste Neuseelands versenkt wurde.

## Geschichte

### Dienstzeit
Die Mypuck wurde unter der Werftnummer 251 bei Gebr. Niestern & Co in Delfzijl gebaut und am 24. Mai 1956 vom Stapel gelassen. Am 7. November 1956 wurde das Schiff an die N.V. Transport & Handelsonderneming D. Lijnzaad in Rotterdam abgeliefert.
1960 ging die Mypuck als Vingaren an die schwedische R. Berndtsson Partrederi mit Sitz in Skärhamn. In den folgenden Jahren wechselte das Schiff mehrfach den Eigner: 1976 als Borneland an Jean Osborne Oscarsson in Edshultshall, 1981 als Alta Mar an J. Belfraga in Stockholm und noch im selben Jahr als Susanne an K.V.G. Hermansson in Skärhamn.
1982 ging die Susanne als Widenia an A/B Widenia in Åmål. Nach weiteren vier Jahren Dienstzeit unter schwedischer Flagge wurde das Schiff 1986 nach St. Lucia mit Castries als Heimathafen verkauft. Nach einem Jahr im Dienst wurde die Widenia 1987 als Sakanaivalu nach Suva verkauft, wo sie unter der Flagge der Fidschis für die Sukanaivalu Shipping Co. Ltd. im Einsatz war.
1988 kehrte das Schiff in den Dienst nach Åmål zurück, wo es wieder in Widenia umbenannt wurde. Nach nur einem Jahr ging es jedoch im Juni 1989 an Tevele International Ltd. in Port Vila, ehe es 1990 als Manuia für die Manuia Shipping Company auf den Cookinseln in Dienst gestellt wurde. Bereits im Dezember desselben Jahres wurde die Manuia jedoch in Auckland aufgelegt, da mehrere Mängel wie ein Loch in einem der Ballasttanks festgestellt wurden.
Nach vier Jahren Aufliegezeit kaufte die Windomere Shipping Ltd. in Belize City das nun in Belize registrierte Schiff und stattete es mit neuen Motoren von Caterpillar aus. 1996 wurde die Manuia für den Transport von Thunfischen umgebaut, ehe sie 2003 nach 47 Dienstjahren ausgemustert wurde.

### Als Filmrequisite

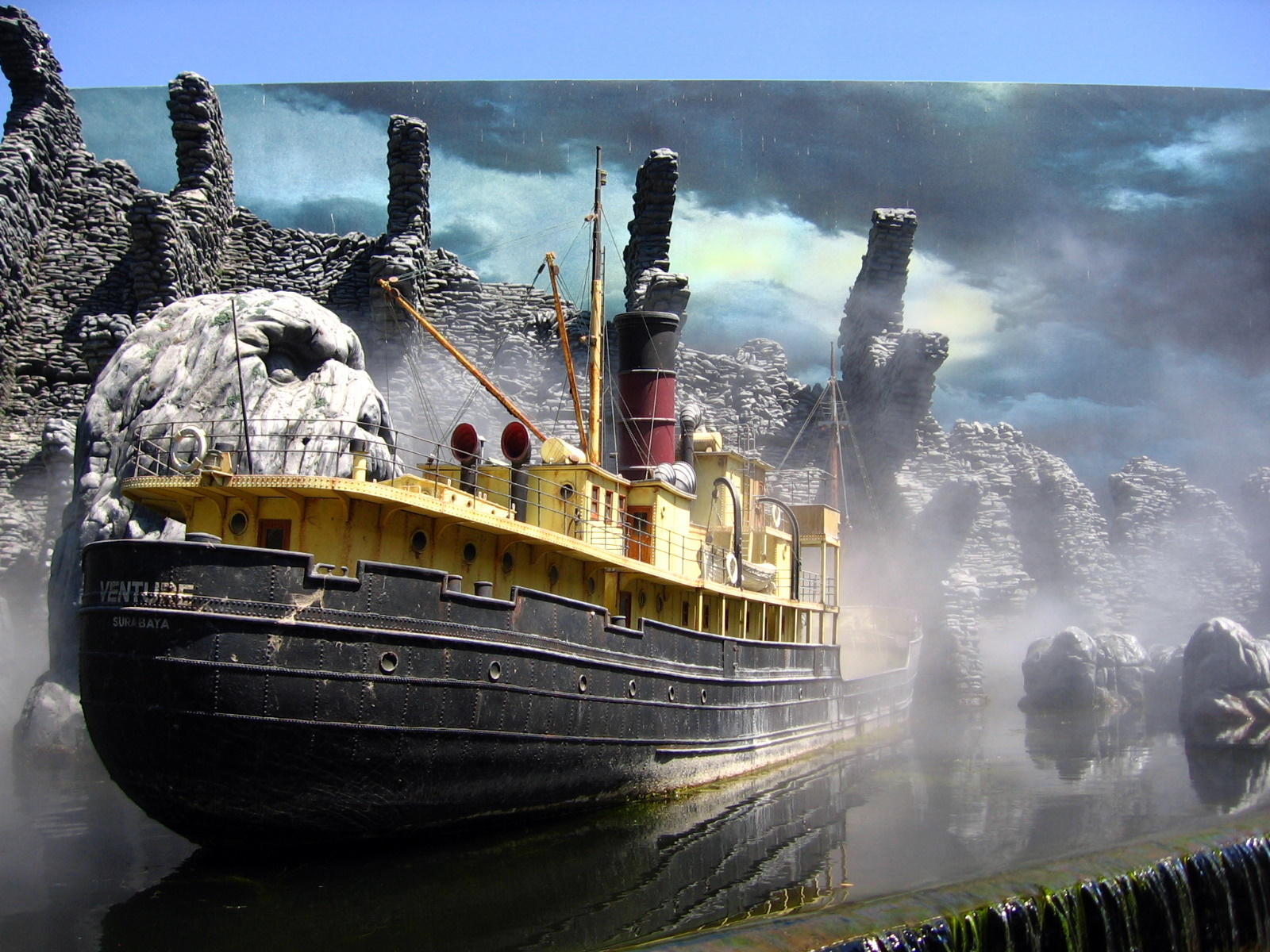
Modell der Venture in den Universal Studios Hollywood

2004 kauften die Universal Studios das aufgelegte Manuia, um sie für ihre Neuverfilmung von King Kong zu nutzen. Da der Film in den 1930er-Jahren spielt wurde das Schiff umgebaut und mit einem zusätzlichen Deck sowie einem altmodisch aussehenden Schornstein versehen, um es wie einen Frachter aus der Vorkriegszeit aussehen zu lassen. Obwohl es im Film den Namen Venture trägt, wurde es offiziell als Venture II registriert. Die Dreharbeiten fanden vor Kapiti Island statt und dauerten zwei Wochen.
Mit der Venture II wurden lediglich die Außenaufnahmen des Schiffes gedreht. Sämtliche Innenaufnahmen entstanden in einem Filmstudio. Für die Szenen, in denen das Schiff aus dem Wasser ragenden Felsen ausweichen muss und mit einigen von ihnen kollidiert wurde ein Modell der Venture genutzt, das heute in den Universal Studios Hollywood besichtigt werden kann.
Nach Beendigung der Dreharbeiten wurde die Venture II im Hafen von Wellington aufgelegt, nachdem zuvor sämtliche Requisiten sowie die künstlichen Aufbauten vom Schiff entfernt wurden.

### Versenkung als künstliches Riff
Kurz nach Ende der Dreharbeiten kaufte ein in Wellington ansässiger Geschäftsmann die Venture II, um es zu restaurieren und im Hafen der Stadt ausstellen zu lassen. Dies wurde jedoch nicht realisiert. Stattdessen wurde das Schiff zum Verkauf angeboten. Nach weiteren drei Jahren Liegezeit befand sich die Venture II in einem so schlechten Zustand, das der Untergang des Schiffes im Hafenbecken befürchtet wurde. Im Februar 2010 wurde es daher komplett entkernt und am 9. Februar 2010 vor der Küste Neuseelands als künstliches Riff versenkt.